# José María Jiménez de Alcalá
José María Jiménez de Alcalá (* im 18. Jahrhundert; † im 19. Jahrhundert) war ein spanischer Romanist und Hispanist, der in England als Hochschullehrer wirkte.

## Leben
Jiménez de Alcalá studierte Rechtswissenschaft und wurde Philosophieprofessor an der Universität Sevilla. 1814 ging er nach London und arbeitete als Spanischlehrer. 
Er bewarb sich für den ersten englischen Lehrstuhl für Spanisch am 1826 gegründeten  University College London, unterlag aber Antonio Alcalá Galiano. Er besetzte stattdessen am King’s College London den durch den frühen Tod von Pablo de Mendíbil frei gewordenen Lehrstuhl für Spanisch von 1834 bis 1840. Dann ging er nach Sevilla zurück. Sein Nachfolger war Ángel de Villalobos.
Ab 1834 gab er die im Verlag von Rudolph Ackermann erscheinende Zeitschrift El Instructor ó Repertorio de Historia, Bellas Letras y Artes (1834–1841) heraus, die vor allem in Südamerika gelesen wurde. Auch hierin folgte ihm 1840 Villalobos nach.
Jiménez publizierte 1833 eine Grammatik des Spanischen, die 1840 eine zweite Auflage erlebte und 1998 neu herausgegeben wurde.

## Werke
- (Übersetzer) Andrew Ure: Diccionario de Química, London 1821 (englisches Original: Dictionary of Chemistry, London 1820)
- Compendio histórico de la Santa Biblia, 2 Bde., London 1825, Bogotá 1849
  - Historia de la Santa Biblia, 2 Bde., Paris 1840
- A grammar of the Spanish language for the use of students in King’s College (London 1833) reproduced in facsimile from the second edition (1840), hrsg. von David Hook, London 1998